# 特里蒙特鎮區 (密蘇里州布坎南縣)
特里蒙特鎮區（英語：Tremont Township）是位於美國密蘇里州布坎南縣的一個行政鎮區。

## 地方資料
特里蒙特鎮區的面積為94.88平方千米，當中陸地面積為94.54平方千米，而水域面積為0.34平方千米。根據2020年美國人口普查的數據，當地共有人口731人，而人口密度為每平方千米7.7人。